# Sean Stewart
Pour les articles homonymes, voir Stewart.
Œuvres principales
- Tempête sur Cestus

Sean Stewart, né le 2 juin 1965 à Lubbock au Texas, est un écrivain américain de science-fiction et de fantasy.

## Biographie
Sean Stewart naît le 2 juin 1965 à Lubbock au Texas. Il déménage ensuite en 1968 pour Edmonton dans la province canadienne d' Alberta. Il vit désormais à Davis en Californie avec sa femme et ses deux filles.
Il est titulaire d'un baccalauréat spécialisé en anglais obtenu en 1987 à l'université de l'Alberta. Il passe ensuite plusieurs années à écrire des romans. Il rencontre immédiatement un succès critique. Son premier roman, Le Jeu de la passion, paru en 1992 obtient deux prix littéraires canadiens, le prix Aurora du meilleur roman en anglais 1993 ainsi que le prix Arthur-Ellis du meilleur premier roman 1993. Son second roman, Le Fils de nulle part, paru l'année suivante, se voit encore récompensé par le prix Aurora du meilleur roman en anglais 1994. La parution de Galveston en 2000 lui vaut la consécration avec l'obtention du prix World Fantasy du meilleur roman 2001 ainsi que du prix Sunburst (en) 2001.
Il se tourne ensuite vers la fiction interactive en tant qu'écrivain principal du jeu en réalité alternée The Beast.
Il est ensuite consultant pour plusieurs jeux vidéo sur ordinateur et a fait partie de l'équipe de direction de l'entreprise 42 Entertainment (en) spécialisée dans la création de jeux vidéo en réalité alternée.
Ses romans de la série Cathy's Book, mélange de livres pour adolescent et de jeu en réalité alterné, lui permettent d'unifier ses deux carrières.
En 2007, il quitte 42 Entertainment en compagnie de plusieurs de ses cofondateurs pour fonder la société Fourth Wall Studios (en).

## Œuvres

### SérieCathy's Book
Cette série est écrite en collaboration avec Jordan Weisman (en) et illustrée par Cathy Brigg.
1. Cathy's Book, Bayard Jeunesse, 2008 ((en) Cathy's Book, 2006)
2. Cathy's Key, Bayard Jeunesse, 2009 ((en) Cathy's Key, 2008)
3. Cathy's Ring, Bayard Jeunesse, 2010 ((en) Cathy's Ring, 2009)

### UniversStar Wars

#### SérieLa Guerre des clones
1. Yoda : Sombre Rencontre, Fleuve noir, coll. « Star Wars » no 80, 2007 ((en) Yoda: Dark Rendezvous, 2004)  (ISBN 978-2-265-08511-4)

### Romans indépendants
- Le Jeu de la passion, Alire, 2003 ((en) Passion Play, 1992), trad. Élisabeth VonarburgPrix Aurora du meilleur roman en anglais 1993 et prix Arthur-Ellis du meilleur premier roman 1993
- Le Fils de nulle part, Mnémos, 2009 ((en) Nobody's Son, 1993)Prix Aurora du meilleur roman en anglais 1994
- (en) Resurrection Man, 1995
- (en) Clouds End, 1996
- (en) The Night Watch, 1997Situé dans le même univers que Resurrection Man
- L'Oiseau moqueur, Calmann-Lévy, 2006 ((en) Mockingbird, 1998)
- (en) Galveston, 2000Situé dans le même univers que Resurrection Man - Prix World Fantasy du meilleur roman 2001 et prix Sunburst 2001
- Dead Kennedy, Calmann-Lévy, 2011 ((en) Perfect Circle, 2004)Également publié sous le titre Firecracker